# Molucas do Sul
As Molucas do Sul consistem em cerca de 150 ilhas no Mar de Banda, e é a parte sul das ilhas Molucas. As principais ilhas são Ceram, Amboina (Ambon) e Buru. Uma grande parte da população das Molucas do Sul são cristãos melanésios, totalizando cerca de mais de meio milhão. As ilhas são parte da República da Indonésia e é administrado como uma província (Molucas). É também o berço do movimento contra-revolucionário chamado Republik Maluku Selatan (RMS). Comunidades notáveis das Molucas do Sul fora da Indonésia podem ser encontradas nos Países Baixos, assim como nos Estados Unidos. Na era colonial, Molucas do Sul foram consideradas uma das raças marciais das Índias Orientais Holandesas.

## A população
O Molucanos do Sul são em sua maioria cristãos, ao contrário do resto da população da Indonésia que é muçulmana. A República das Molucas do Sul, no entanto, foi apoiada por alguns muçulmanos nas ilhas Molucas, durante esse tempo.
Hoje, a maioria dos cristãos nas ilhas Molucas não apoiam o separatismo e a memória da República das Molucas do Sul e seus objetivos separatistas ainda repercutem na Indonésia. Os cristãos foram acusados pelos muçulmanos de ter como objetivo a independência. Essa acusação foi usada como pretexto pelos muçulmanos para fazer a jihad, e a situação dos cristãos nas ilhas Molucas no exílio, que apoiam a República das Molucas do Sul não é uma grande ajuda.